# Хотан (государство)
Хотан (кит. трад. 于闐國, упр. 于阗国, пиньинь yútiánguó, палл. Юйтянь го) — государство на Великом шёлковом пути, находившееся на южной окраине пустыни Такла-Макан в Хотанском оазисе.
В «Ханьшу» записано, что в Юйтяне (Хотане) имеется 3 300 домохозяйств, 19 300 жителей, из них 2 400 способны держать оружие. Благодаря расположению на Великом шёлковом пути город-государство быстро развивался, и уже в «Хоу Ханьшу» сказано, что «центром государства Юйтянь (Хотан) является город Сичэн, там 32 000 домохозяйств, 83 000 жителей, из них 30 000 способны держать оружие». Китайцы считали Хотан водоразделом между двумя океанами: реки восточнее Хотана текли на восток, а западнее, по тогдашним представлениям, на запад и впадали в западное море. Также жители вплоть до Хотана (и в нём самом) больше похожи на китайцев, а дальше на запад живут люди с «глубокими глазами и высокими носами», то есть более европеоидные. Открыты месторождения нефрита. Шахты Хотана служили основным источником нефрита для всех государств на территории Великого шёлкового пути, особенно для ханьского Китая.
К Хотану также было присоединено княжество Цюйлэ (渠勒國) в верховьях реки Керия с населением: 310 семей, 2170 человек, из них 300 воинов. Центр — город Цзяньду (鞬都) в 9950 ли от Чанъани.

## Обычаи

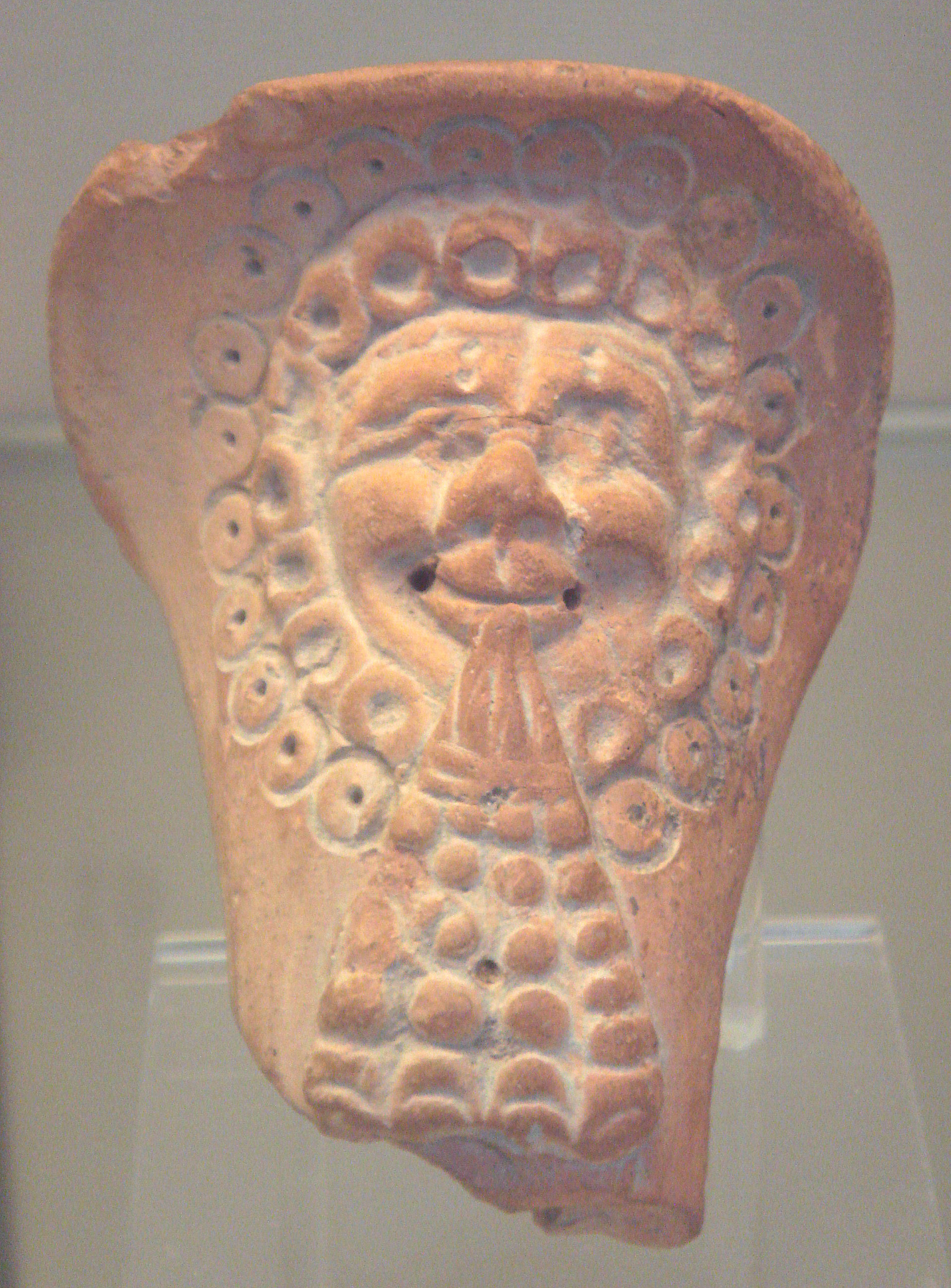
Керамическая статуэтка с западным влиянием, Йоткан близ Хотана, II-IV века н. э.

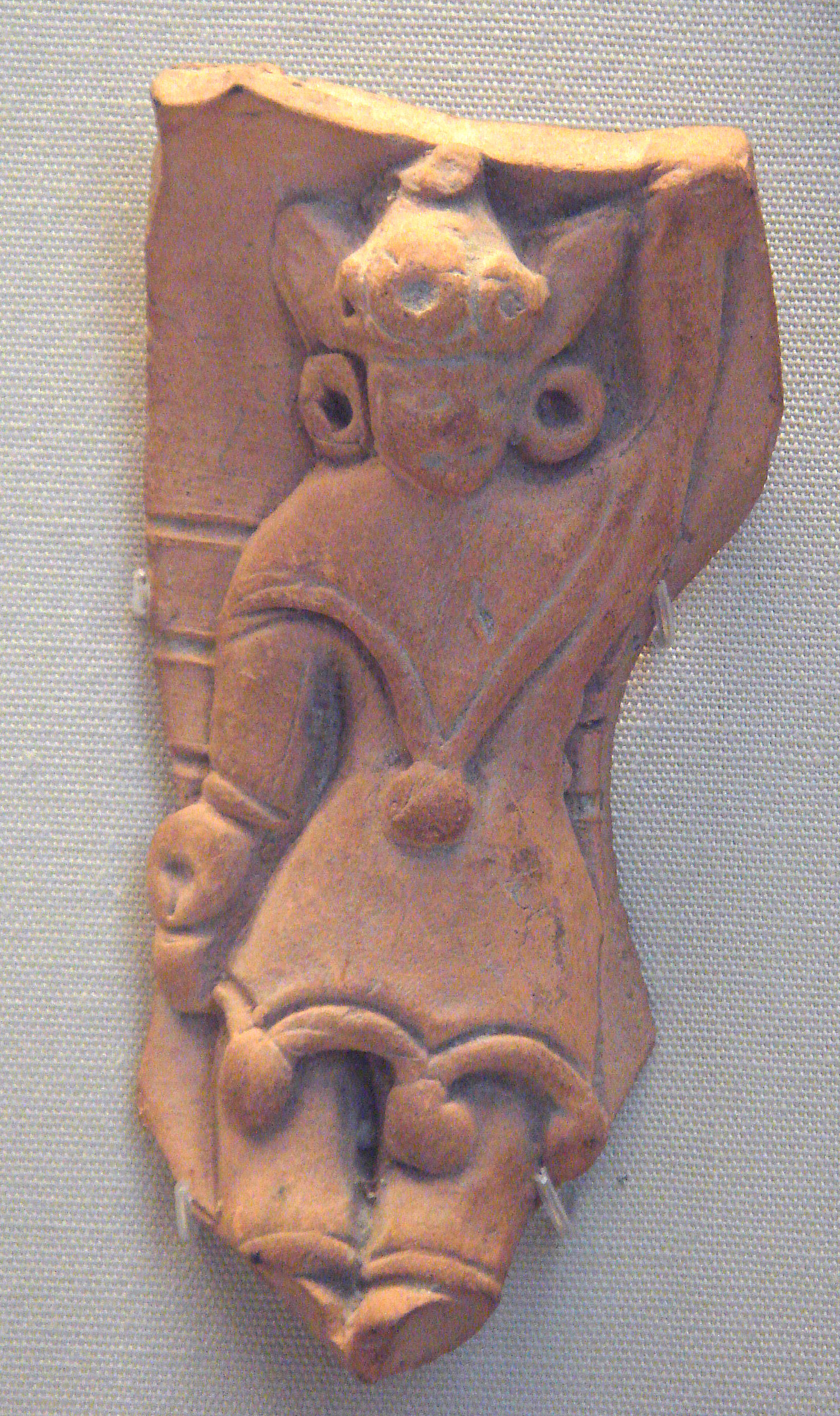
Керамическая статуэтка, изображающая западные влияния, Йоткан близ Хотана, II-IV века н. э.

Правит род Ван (王, тот же иероглиф, что и у китайского титула ван), наследственное имя Цзаошимэнь (早示門). Князь носит шапку из отбелённого шёлка с изображением золотого зверька (鼠), а у супруги золотой цветок. Было табу правителю показывать свои волосы — считалось что это приведёт к несчастному году. Правитель жил в расписных покоях. Вообще, по мнению китайцев, в обычаях жителей было много пышности, а в словах заносчивости, но при этом жители весьма вежливы. Любят петь и плясать. Из религий распространён буддизм и поклонение духу (祅神, Ормазд). Пишут кистью, а не калямом. Пользуются печатями. Вообще весьма уважают древние книги (в том числе хранят грамоты китайских императоров), прикасаются к книге головой, прежде чем начать читать.
Жители добывали нефрит в особой реке: при полной луне можно было разглядеть блеск нефритовых вкраплений в речных камнях.
Распространено ткачество. В одном из вариантов легенды рассказывается, что в Хотане раньше не было шёлка. Князь посватался за княжну из соседнего владения, но тайно сказал, что шёлка в его стране нет и надо захватить с собой. Невеста спрятала яйца шелкопряда в бумажную шапочку и провезла так через заставу, где её не смели обыскать. От мужа она потребовала, чтобы шёлк в Хотане делали, не убивая личинок, то есть дожидаясь созревания бабочки.

## История

### Хань

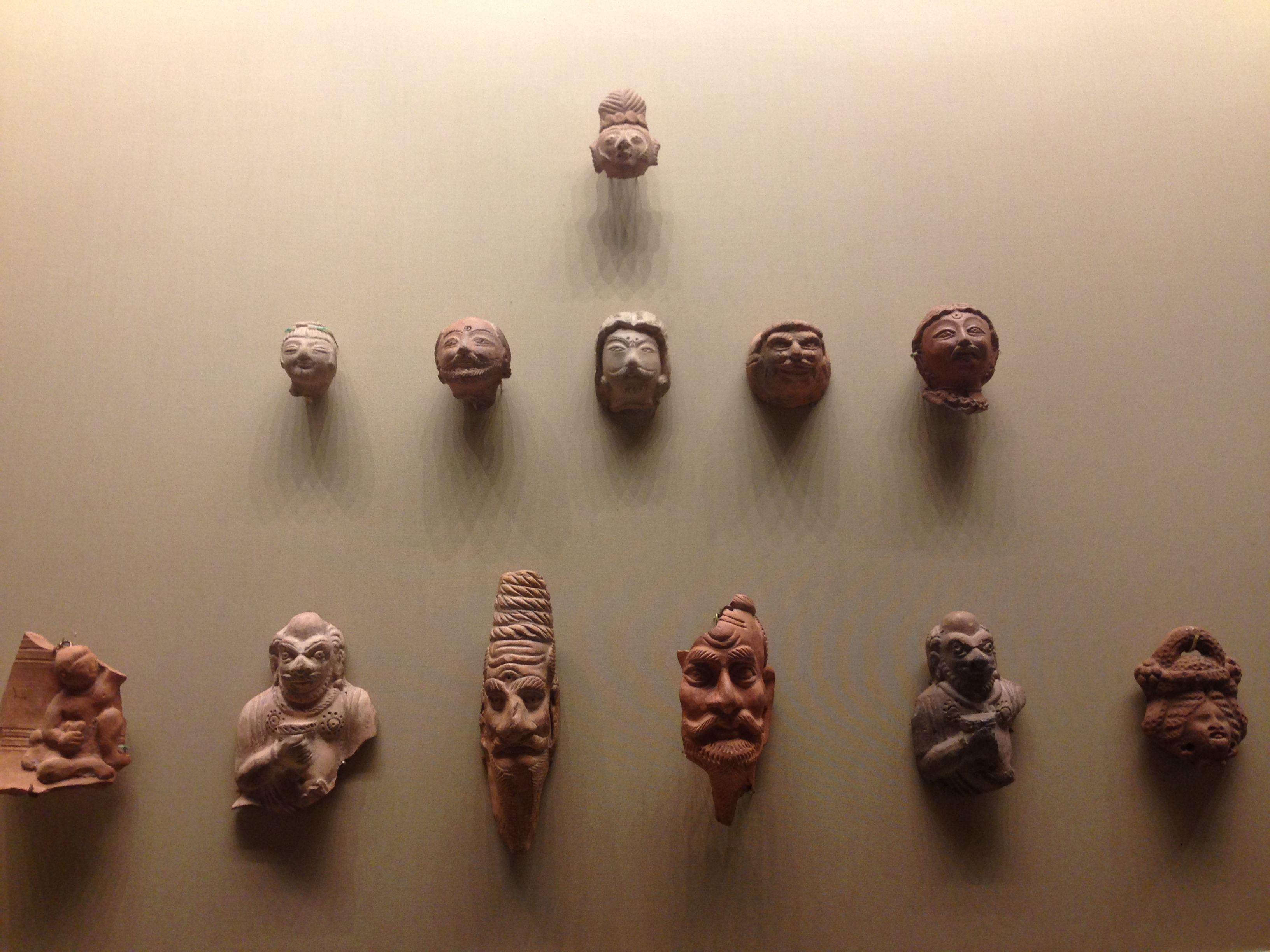
Глиняные фигурки, найденные в Йоткане, II-IV вв.

В первой половине I века Хотан был аннексирован правителем Яркенда по имени Юйлинь, но во второй половине того же века восстановил свою независимость и быстро стал преуспевающей страной, покорив 13 других княжеств. Возглавил возродившийся Хотан военачальник Сюмоба (休莫霸) в 66 году. Его племянник Гуандэ (广德) завоевал Яркенд. С того времени к востоку от Памира на Великом шёлковом пути было всего два крупных государства — Шаньшань и Хотан.

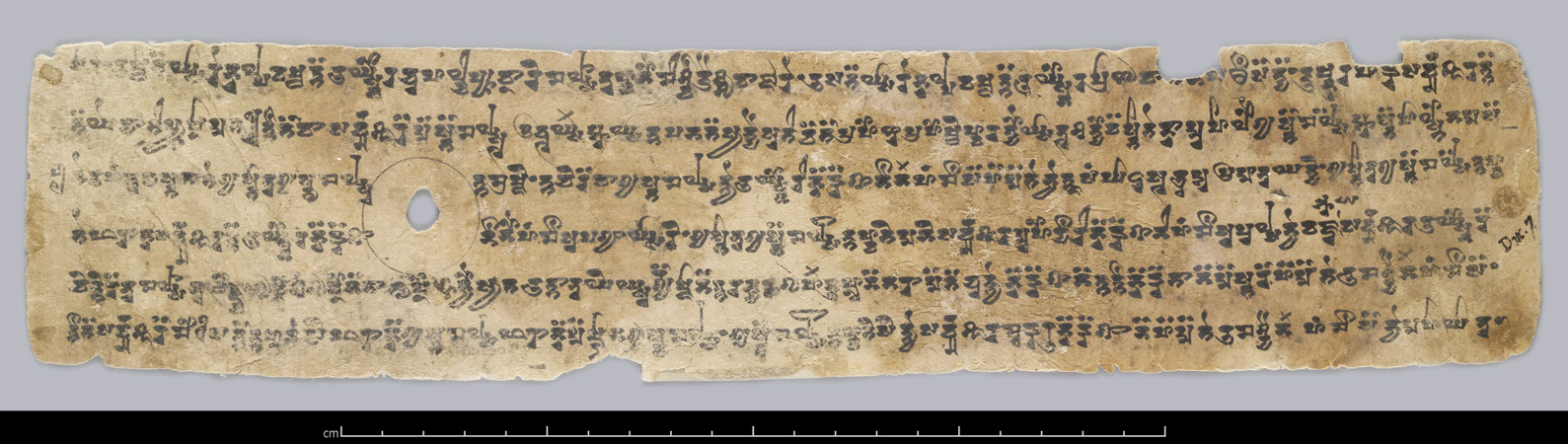
Рукопись на хотаносакском языке из Дандан-Ойлыка, Хотан. Сейчас она хранится в Британской библиотеке

В конце I века Хотан был покорён китайским полководцем Бань Чао. В начале II века «Западный край» вновь обрёл независимость, однако в 127 году Бань Юн (младший сын Бань Чао) восстановил там китайский сюзеренитет. Однако центральные власти были далеко, и местные княжества продолжали жить полунезависимой жизнью. В 133 году случился неприятный инцидент. В Хотане умер китайский пристав Чао Пин. Керийцы убедили правителя Даньхуана Ма Да в происках хотанцев. В следующем году наместником стал Ван Цзинь (王敬). Подговорённый керийцами он заманил князя Хотана Цзяня (建) на пир и арестовал его, один из керийцев обезглавил его, без ведома Ван Цзиня. Восставшие хотанцы изрубили китайцев. После недолгого противостояния восстановилась законная династия хотанских князей. Ма Да хотел устроить карательный поход, но император запретил ему.

### Независимость

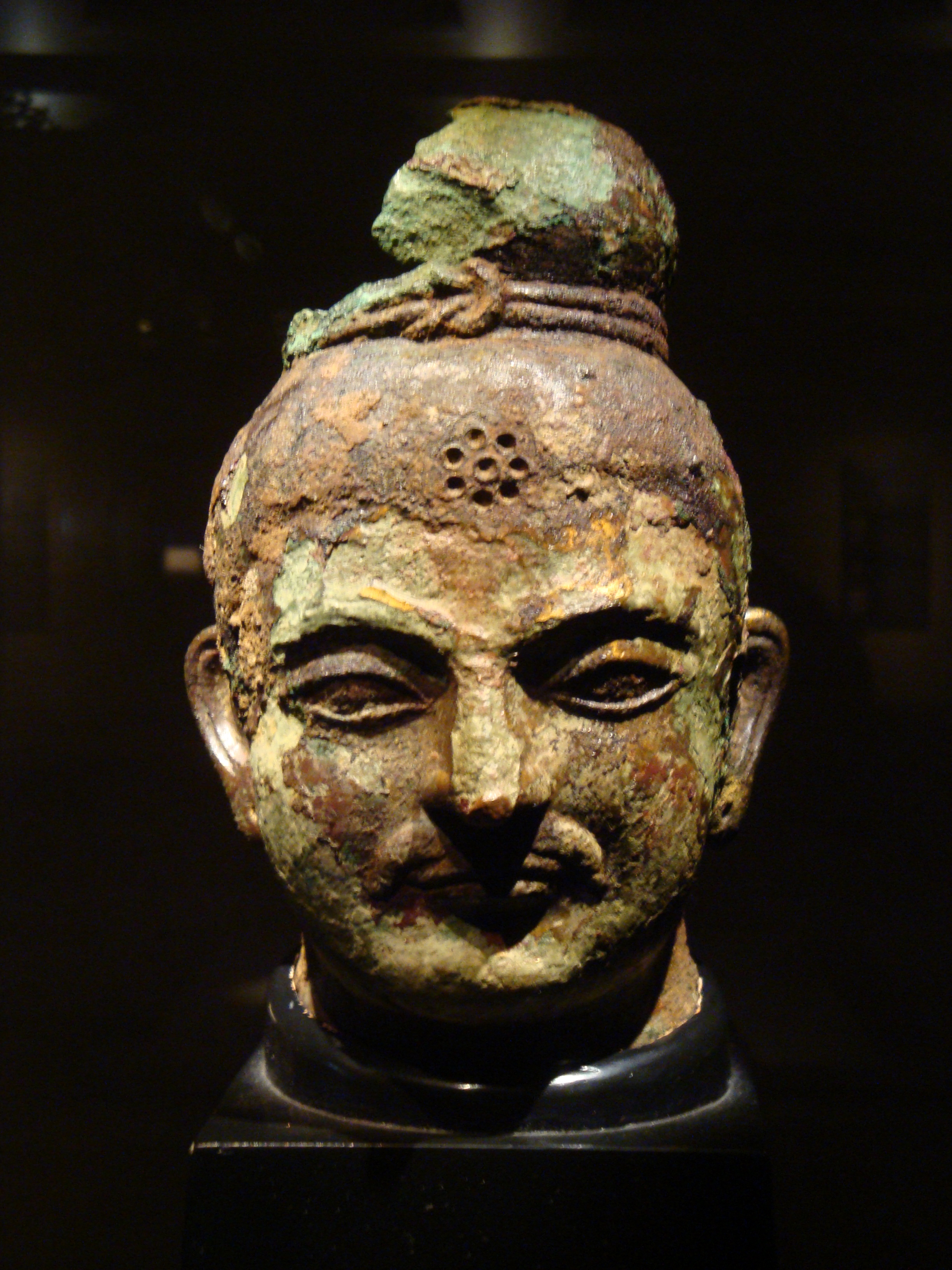
Голова Будды, найденная в Хотане, III-IV вв.

В 399 году Хотан посетил монах Фасянь и отметил в своих записках, что там имеется 14 крупных и множество мелких буддийских монастырей. Уже в хрониках Северных династий отмечалось, что хотанцы большие приверженцы буддизма: много монахов и храмов. Князь постится, а после делает подношения монахам, метёт пол в монастырях. Есть монастырь в 50 ли к югу от города. Когда-то там жил архат и князь приказал возвести там ступу. Есть и другие храмы и памятники, посвященные реальным или вымышленным святым. Между тем воровства и распутства много.
В 446 году Хотан неожиданно был втянут в китайскую междоусобную войну. Поход Тоба Дао заставил Мулияня, князя Тогона бежать. Дойдя до Хотана, Мулиянь произвёл смуту, убил местного князя и многих из народа. В 470 году жужани напали на Хотан. Хотанцы просили Тоба Хуна взять их под свою защиту. Зная, что жужани не опасны для укреплённых городов, министры отсоветовали императора помогать. Всё же Хун обещал, что поможет через год или два, как будет готова армия. Впоследствии хотанцы задержали посольство, вёзшее императору Вэй подарки из западных земель, в том числе ручного слона из Персии. Император сделал выговор и хотанцы стали присылать дань, в том числе лошадей.
В начале VII века в Хотане правил князь по имени Бэйшибилянь (卑示閉練). Княжество состояло из пяти крупных городов. Был распространён буддизм, было много монахов и монахинь.

### Завоевание Тан

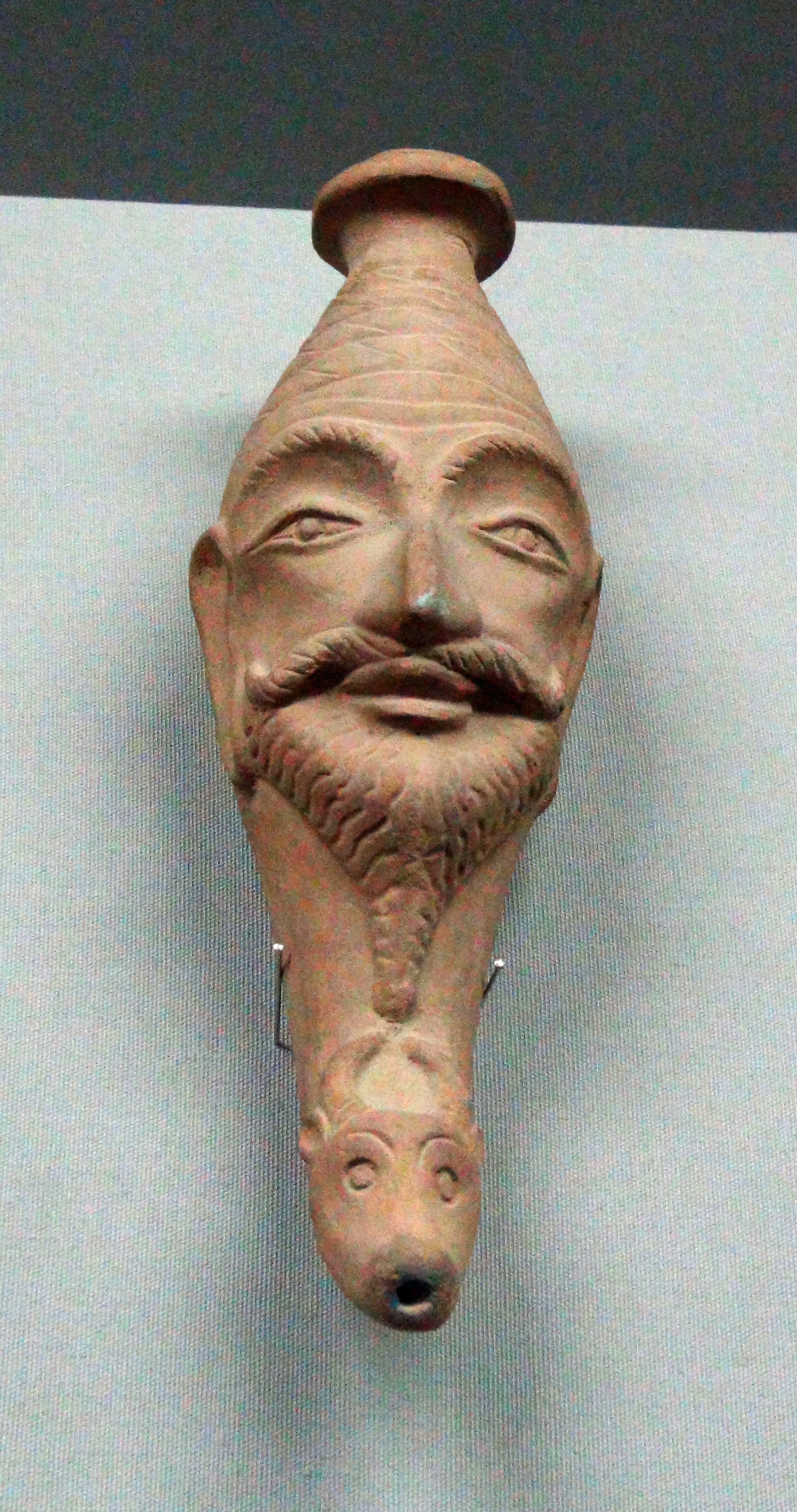
Керамическая голова человека с коровой, династия Тан. Музей культуры Хотана, Китай

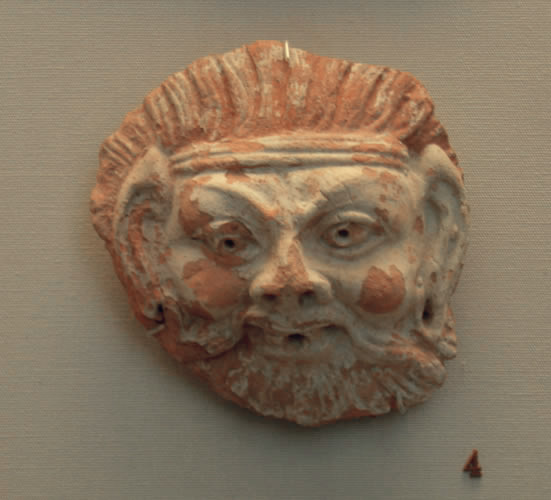
Гротескное лицо, лепнина, найдена в Хотане, VII-VIII вв.

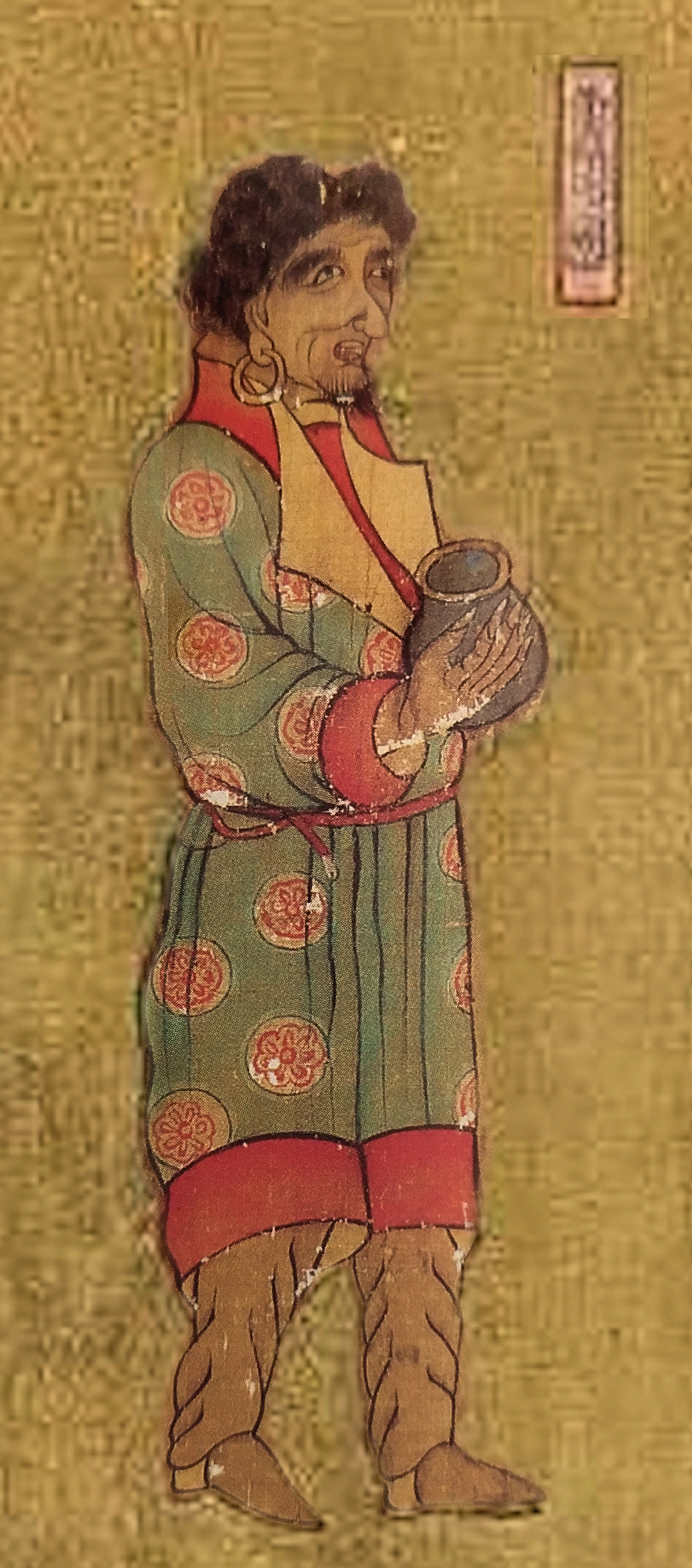
Человек из Хотана (于闐國 Yutian), посещающий двор китайской династии Тан, в Портретах из периодических пожертвований около 650 г. н. э.

В танских хрониках сказано, что в Хотане правил род Юйчи (尉遲). В начале Тан правил князь Умибэнь (屋密本), подданный тюрок.
В 632 году, когда в Китае, после нескольких веков анархии, вновь образовалось единое государство — империя Тан — Хотан стал его вассалом. При покорении танскими войсками Куча в 648—649 году, Ашина Шээр дал добро на захват хотанского вана Фудусиня (伏阇信), который пришёл в страх и не оказал сопротивления и был препровождён в Чанъань. В 650 году ван и его сын были пожалованы чинами и дарами императором Гао-цзуном и отпущены обратно в Хотан.
В 644 году в Хотане на 7 месяцев остановился китайский монах Сюаньцзан, оставивший подробное описание этого государства.
Хотан был впервые взят тибетцами в 665 году, после чего хотанцы помогли тибетцам завоевать Аксу. Ван Фудусинь бежал в Чанъань и содействовал китайцам в отвоевывании Хотана. Позже, в 692 году, Танский Китай восстановил контроль, но в конечном итоге потерял контроль над всеми западными регионами после того, как он был значительно ослаблен восстанием Ань Лушаня.
Фудусинь и его наследники совмещали княжеский титул Хотана и китайское военное звание. В политическом плане они были полностью зависимы от Китая. После империи Тан Хотан заключил союз с правителями Дуньхуана. Буддийские общины Дуньхуана и Хотана имели тесные партнерские отношения, причем смешанные браки между правителями Дуньхуана и Хотана, а также гроты Могао и буддийские храмы Дуньхуана финансировались и спонсировались царскими особами Хотана, чьи изображения были нарисованы в гротах Могао.

### Средневековье

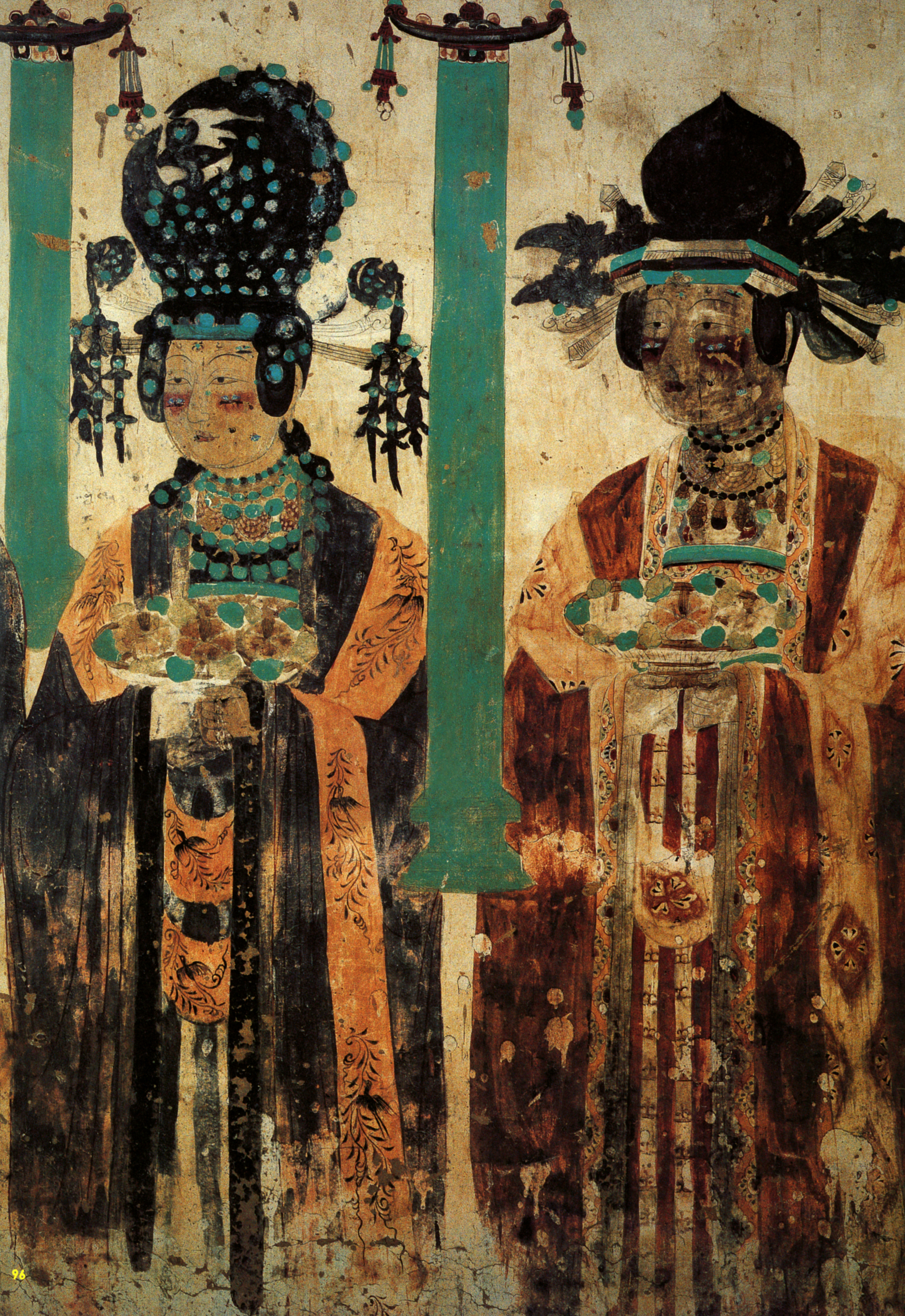
Хотанские буддийские женщины-доноры

В X веке Хотан было единственным городом-государством, которое ещё не было завоевано тюркскими уйгурскими (буддийскими) и тюркскими Караханидскими (мусульманскими) государствами. Во второй половине X века Хотан вступил в борьбу с Караханидским государством. Исламские завоевания буддийских городов к востоку от Кашгара начались с обращения караханида Сатука Богра-хана в ислам в 934 году. Сатук Богра-хан и позже его сын Муса направляли усилия на прозелитизацию ислама среди тюрок и участие в военных завоеваниях, и последовала долгая война между исламским Кашгаром и буддийским Хотаном. Говорят, что племянник или внук Сатука Богра-хана Али Арслан был убит во время войны с буддистами. Хотан ненадолго отнял Кашгар у Караханидов в 970 году, и, согласно китайским рассказам, царь Хотана предложил послать в качестве дани китайскому двору танцующего слона, захваченного в Кашгаре.
Рассказы о войне между Караханидами и Хотаном были даны в Тазкире четырёх жертвенных имамов, написанных где-то в период с 1700 по 1849 год на восточно-тюркском языке (современном уйгурском) в Алтишаре, вероятно, на основе более древней устной традиции. В ней рассказывается о четырёх имамах из города Мадин (возможно, в современном Ираке), которые помогли лидеру Караханидов Юсуфу Кадыр-хану завоевать Хотан, Яркенд и Кашгар. Были годы сражений, в которых «кровь текла, как Окс», «головы усеивали поле битвы, как камни», пока «неверные» не были побеждены и не были изгнаны в Хотан Юсуфом Кадыр-ханом и четырьмя имамами. Однако имамы были убиты буддистами ещё до последней мусульманской победы. Несмотря на своё иностранное происхождение, нынешнее мусульманское население региона считает их местными святыми. В 1006 году мусульманский караханидский правитель Кашгара Юсуф Кадыр-хан завоевал Хотан, положив конец существованию Хотана как независимого буддийского государства. Некоторые сообщения между Хотаном и Сунским Китаем продолжались с перерывами, но в 1063 году в одном из источников Сун было отмечено, что правитель Хотана называл себя Караханом, что указывает на господство Караханидов над Хотаном. Население было быстро исламизировано. Проезжавший через Хотан в конце XIII века Марко Поло описывал его уже как чисто мусульманский город.

## Общество и экономика

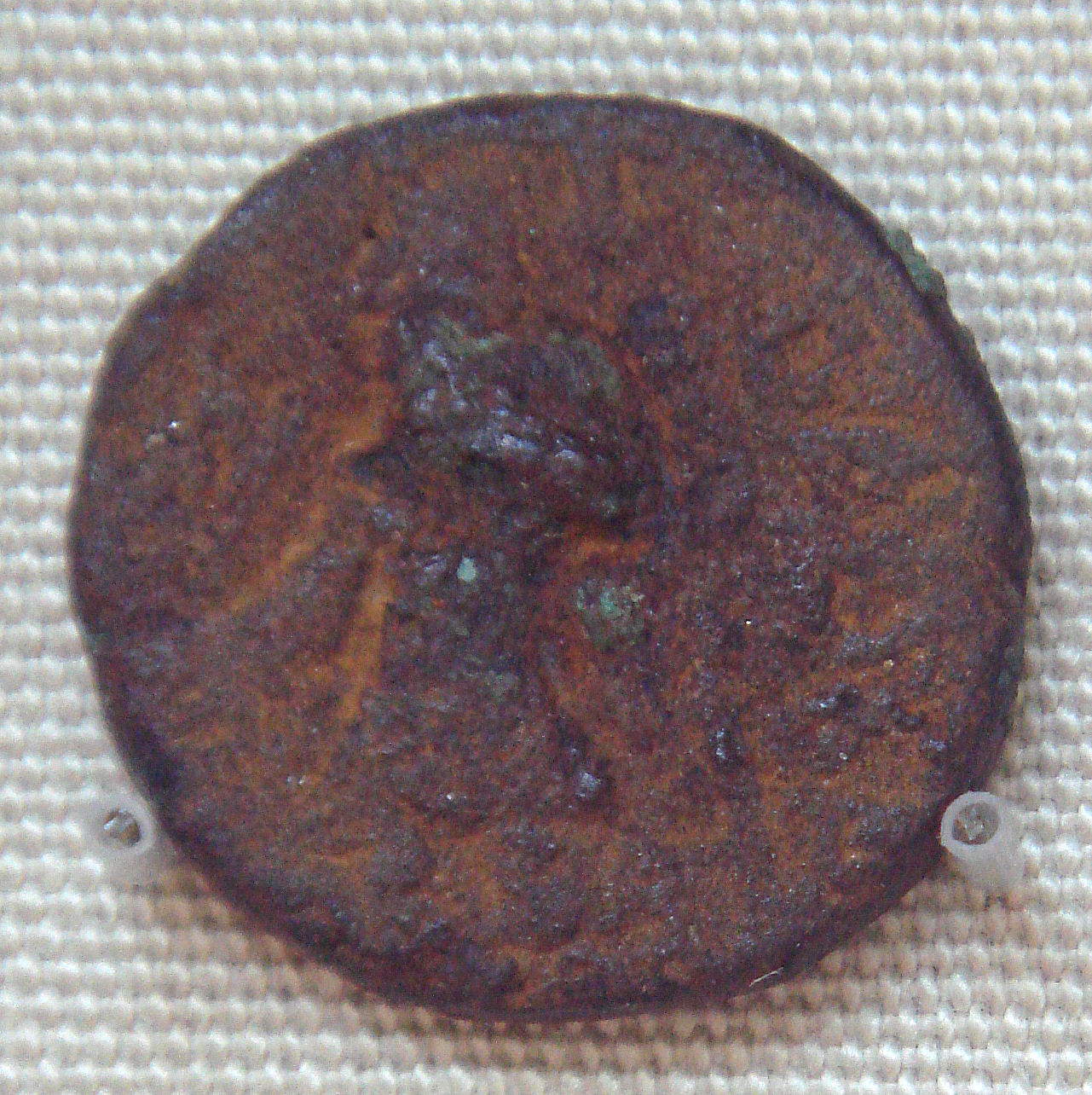
Бронзовая монета Канишки, найденная в Хотане

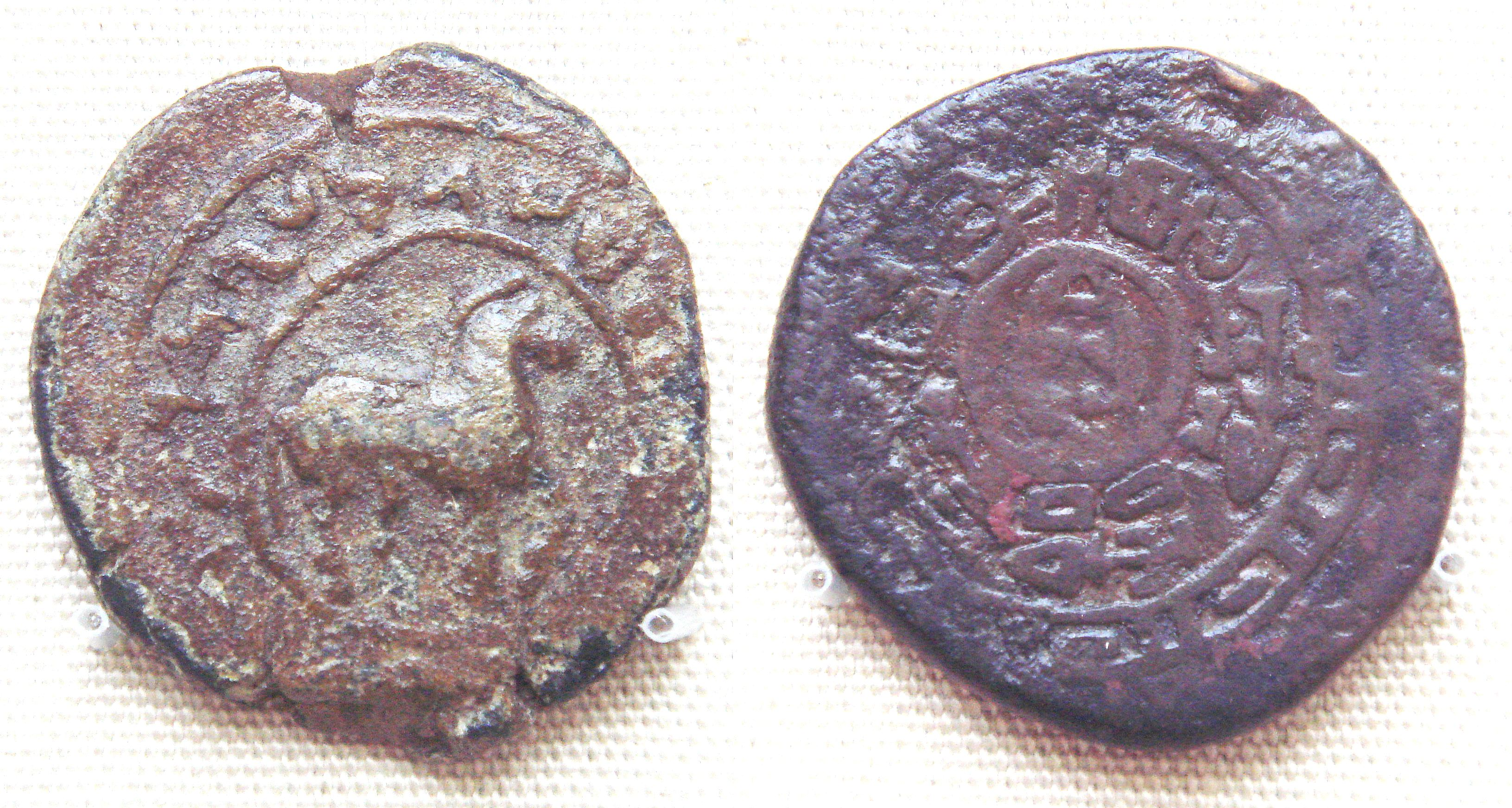
Монета Гургамойи, царя Хотана. Хотан, I век н. э.
Аверс: легенда на кхароштхи, «о великом царе царей, царе Хотана, Гургамойе».
Реверс: легенда на китайском: «двадцать четыре зерна медной монеты». Британский музей

Несмотря на скудную информацию о социально-политических структурах Хотана, общая география Таримских городов-государств и сходство археологических находок по всему Таримскому бассейну позволяют сделать некоторые выводы о жизни хотанцев. Китайский паломник Сюаньцзан описал Хотан как ограниченную пахотную землю, но, по-видимому, особенно плодородную, способную поддерживать «зерновые культуры и производить изобилие фруктов». Далее он отметил, что город «производит ковры, тонкие войлоки и шёлк», а также «тёмный и белый нефрит». Экономика города в основном базировалась на воде из оазисов для орошения и производства торговых товаров.
Сюаньцзан также высоко оценил культуру Хотана, отметив, что его народ «любит изучать литературу», и сказал: «в стране много практикуется музыка, а мужчины любят песни и танцы». Об «урбанизации» хотанского народа говорится также в его одежде — «лёгких шёлках и белых одеждах», в отличие от более сельских «шерстей и мехов».

### Шёлк

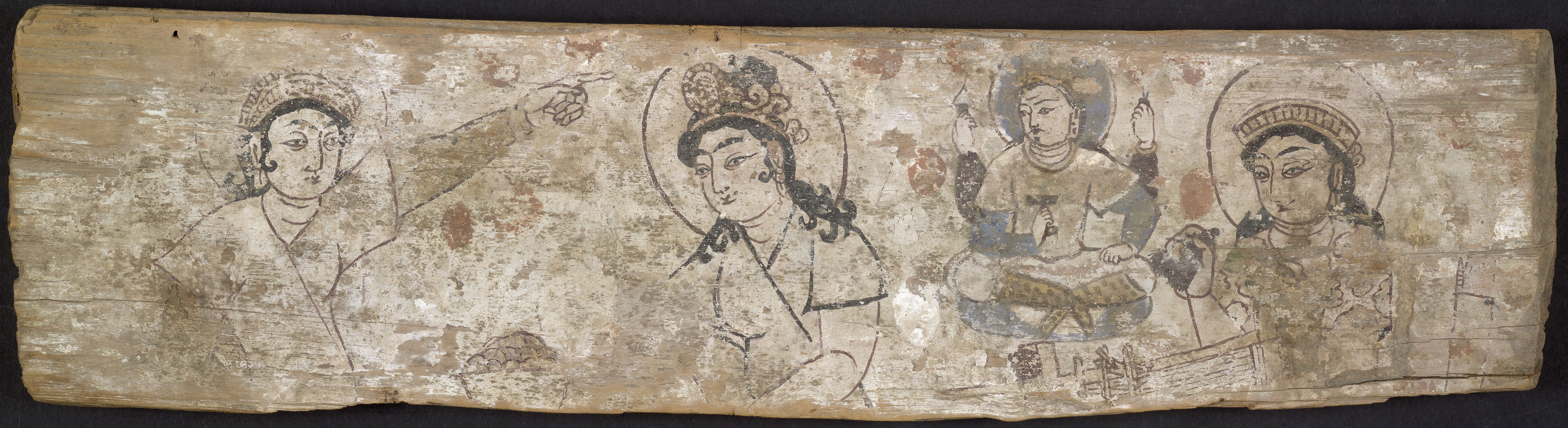
Картина на деревянной панели, обнаруженная Аурелом Штайном в Дандан-Ойлык, изображает легенду о принцессе, которая спрятала яйца тутового шелкопряда в своём головном уборе, чтобы переправить их из Китая в Королевство Хотан.

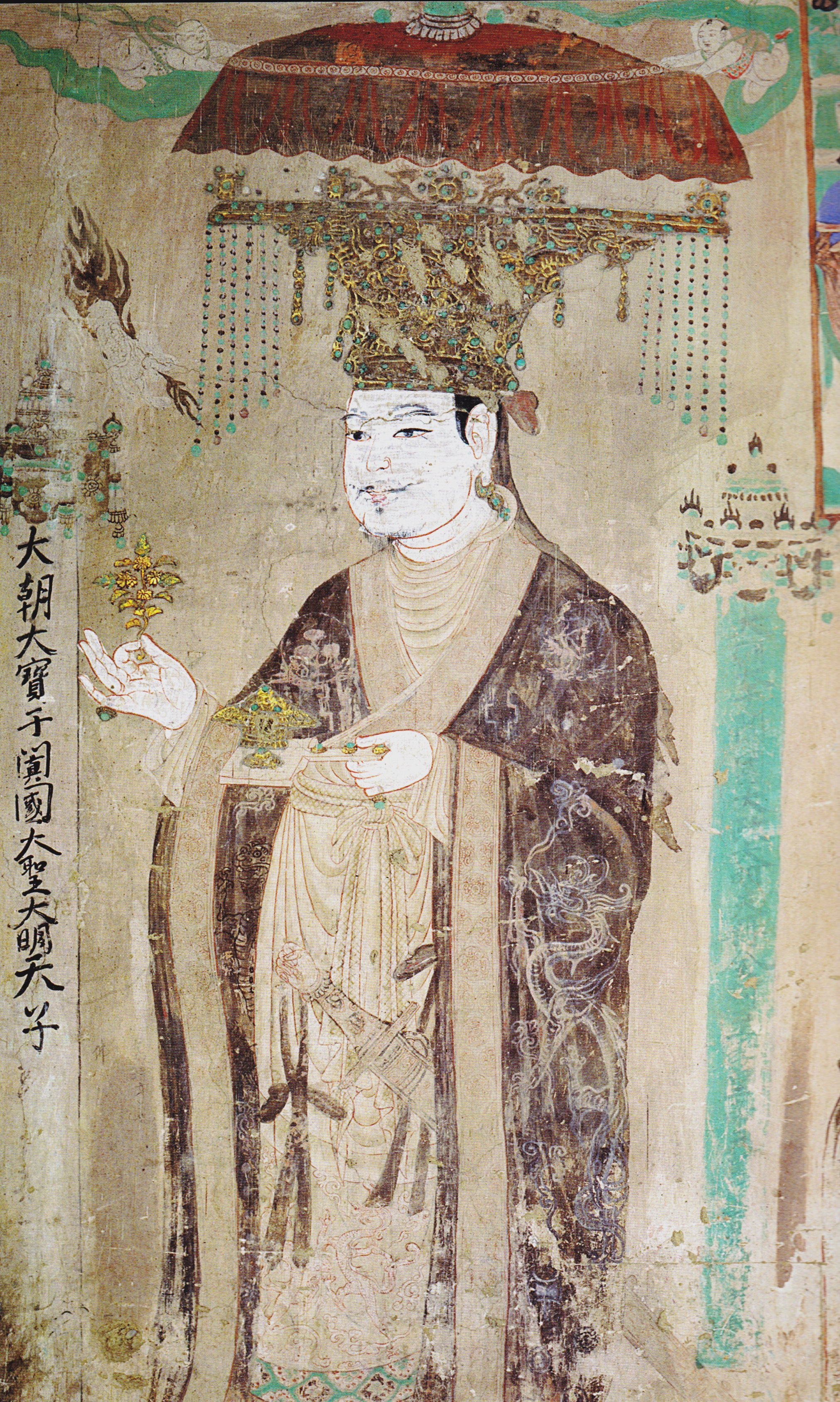
Портрет Виши Самбхавы, царя Хотана X века, пещеры Могао, Дуньхуан, провинция Ганьсу

Хотан был первым местом за пределами Внутреннего Китая, где начали выращивать шелк. Легенда, повторяемая во многих источниках и иллюстрируемая фресками, найденными археологами, гласит, что китайская принцесса принесла яйца шелкопряда, спрятанные в её волосах, когда её послали замуж за Хотанского царя. Это, вероятно, произошло в первой половине I в., но оспаривается рядом ученых.
Одна из версий этой истории рассказана Сюаньцзаном, который описывает тайную передачу шелкопрядов в Хотан китайской принцессой. Сюаньцзан, вернувшись из Индии между 640 и 645 годами, пересек Центральную Азию, пройдя через царства Кашгар и Хотан (Юйтянь по-китайски).
По словам Сюаньцзана, введение шелководства в Хотан произошло в первой четверти V века. Царь Хотана хотел получить яйца шелкопряда, семена шелковицы и китайское ноу-хау — три важнейших компонента производства шелка. У китайского двора были строгие правила, запрещающие этим предметам покидать Китай, чтобы сохранить китайскую монополию на производство шелка. Сюаньцзан писал, что царь Хотана попросил руки китайской принцессы в знак своей преданности китайскому императору. Просьба была удовлетворена, и к китайскому двору был послан посол, чтобы сопровождать китайскую принцессу в Хотан. Он посоветовал принцессе взять с собой шелковичных червей и семена шелковицы, чтобы сделать себе одежду в Хотане и сделать народ процветающим. Принцесса прятала яйца шелкопряда и семена шелковицы в своем головном уборе и тайно переправляла их через китайскую границу. Согласно его тексту, яйца шелкопряда, шелковичные деревья и техника ткачества перешли из Хотана в Индию, а оттуда в конце концов достигли Европы.

### Нефрит
Хотан на протяжении всего периода Великого Шелкового пути и до него был выдающимся торговым оазисом на южном пути Таримского бассейна — единственным крупным оазисом «на единственном водном пути, пересекающем пустыню с юга». Помимо географического расположения городов Хотан был также важен своей широкой известностью как значительный источник нефрита для экспорта в Китай.
Существует долгая история торговли нефритом из Хотана в Китай. Кусочки нефрита из Таримского бассейна были найдены в китайских археологических памятниках. Китайские резчики в Синлонгве и Чахае вырезали кольцеобразные подвески «из зеленоватого нефрита из Хотана еще в 5000 году до нашей эры». Сотни нефритовых фигурок, найденных в гробнице Фухао во времена поздней династии Шан Чжэн Чжэньсян и её командой, все происходили из Хотана. Согласно китайскому тексту Гуань-цзы, юэчжи, описанные в книге как Yuzhi 禺氏, или Niuzhi 牛氏, поставляли нефрит китайцам. Судя по вторичным источникам, распространенность нефрита из Хотана в Древнем Китае объясняется его качеством и относительным отсутствием такого нефрита в других местах. Сюаньцзан также наблюдал за продажей нефрита в Хотане в 645 году и привел ряд примеров торговли нефритом.